# Gurkha (película)
Gurkha es una película de comedia de acción en idioma tamil indio de 2019 escrita y dirigida por Sam Anton. La película está protagonizada por Yogi Babu en el papel principal, mientras que Elyssa Erhardt, Anandaraj, Charle, Raj Bharath y Manobala, entre otros, interpretan papeles secundarios. La película está producida por 4 Monkeys Studios, con la cinematografía y la edición a cargo de Krishnan Vasant y Ruben respectivamente, continuando su asociación con el director. La música está compuesta por Raj Aryan. La fotografía principal comenzó alrededor de diciembre de 2018.

## Trama
Bahadur Babu (Yogi Babu) pertenecía a una familia de Gurkha que inicialmente tenía la intención de convertirse en policía, pero desafortunadamente, lo rechazan porque lo tildan de no apto y no puede aprobar las pruebas de aptitud física. Se une a una agencia de seguridad conocida como Shakthimaan Security Services propiedad de Kavariman (Manobala). Más adelante en la película, lo publican como oficial de seguridad en un centro comercial. Los otros personajes que tienen una historia paralela en la película son una pandilla de exmilitares encabezados por Thyagu (Raj Bharath) que, al margen, planean un elaborado plan antisocial y, finalmente, toman el control del centro comercial donde trabaja nuestro personaje principal. Según el plan, las personas que son atraídas a visitar el cine con el falso pretexto de obtener boletos gratis y vales de compra, incluido el interés amoroso de Bahadur Babu, Margaret (Elyssa Erhardt), son rehenes. Al final, depende de Bahadur Babu salvar a la gente y convertirse en un verdadero héroe.

## Reparto
- Yogi Babu como Guardia de seguridad Bahadur Babu
- Elyssa Erhardt como Margaret
- Anandaraj como 'RDX' Alex
- Charle como Usain Bolt
- Raj Bharath como Thyagu y Shakil Akbar, terrorista de ISIS
- Manobala como Kavariman
- Aadukalam Naren como Nataraj IPS, comisionado de la policía de la ciudad de Chennai
- Ravi Mariya como ACP Harris Jayaraj
- Devadarshini como Gayathri
- Mayilsamy como político
- Livingston como Ministro Principal de Tamil Nadu
- Namo Narayanan como Saamiyar (sacerdote)
- T. M. Karthik como propietario de QTV
- Redin Kingsley como hacker
- Subhashini Kannan como esposa de Nataraj
- Supergood Subramani como asistente de Margaret
- Japón Kumar como Bhajan Lal
- Ruben Jey (fama ghilli) como Bluesattai Maaran
- Bijili Ramesh como exministro principal (se muestra el retrato)

## Producción
El primer póster de la película fue presentado por el actor Sivakarthikeyan el 15 de septiembre de 2018 y el póster de la primera vista reveló que la película se estrenará en verano. La película titulada Gurkha implica que la película se basa en guardias de seguridad y es interpretada por Yogi Babu. La película fue producida por Kishore Thallur bajo 4 Monkeys Studios. Según los informes, los realizadores también contrataron a Elyssa Erhardt, una modelo canadiense que anteriormente desempeñó un pequeño papel como asistente de Sundar Ramaswamy (interpretado por el actor Vijay) en Sarkar). Elyssa interpretará a la protagonista femenina como embajadora extranjera, junto con un perro. La película también marca el debut actoral de Elyssa en Kollywood. El rodaje concluyó a principios de enero de 2019 y los informes confirmaron que la película se estrenará en abril de 2019 o alrededor de esa fecha.

## Banda sonora
La banda sonora fue compuesta por Raj Aryan.
- Hey Poya - Rita, Anthony Daasan
- Chowkidar - Arunraja Kamaraj
- My Vellakaari - G. V. Prakash
- Gurkha Theme - Arunraja Kamaraj

## Recepción
Srivatsan S, de The Hindu, hizo una crítica negativa de la película y dijo: «La mayor parte de Gurkha tiene lugar dentro de un centro comercial, donde un grupo de personas, junto con Margot, es secuestrada por terroristas autoproclamados. ¿Qué tan apropiado, me pregunté, para la realidad? los rehenes son los que están sentados dentro del teatro».
El póster de la primera mirada, que retrata a Yogi Babu como gurkha junto con un perro, generó entusiasmo entre los usuarios de las redes sociales en relación con el racismo y la representación estereotipada de la comunidad Gurkha.